# Liste des chaînes de télévision en Suisse
Cet article présente la liste des chaînes de télévision en Suisse.

## Au niveau national

### Chaînes nationales publiques:SRG SSR

#### Disparues
- HD suisse, programme généraliste quadrilingue en haute définition lancé le 3 décembre 2007 et fermé le 31 janvier 2012.
- S Plus, ou Sportkette Plus, chaîne nationale du service public suisse.
- Suisse 4, chaîne nationale du service public suisse diffusant un programme spécifique dans les 3 langues.

### Chaînes nationales privées
- blue Zoom, chaîne sportive en F/D détenue par Swisscom/Teleclub.
- MySports One, chaîne sportive en F/D/I détenue par Sunrise UPC.

#### Disparues
- C More Film, chaîne de cinéma multilingue lancée le 14 avril 2005, détenue par Cablecom et SBS Broadcasting Group
- CNNMoney Switzerland, chaîne anglophone sur la finance et l'économie, de CNN International et MediaGo

## EnSuisse romande

### Chaînes nationales publiques:Radio télévision suisse
- RTS 1, programme généraliste destiné à un large public
- RTS 2, programme complémentaire ciblé (jeunesse, culture, sport et rediffusions)
- TV5 Monde, chaîne internationale francophone des groupes de télévision publique de France, de Suisse, de Belgique et du Canada.

### Chaîne privée disparue et anciennement concessionnée
- Télécinéromandie, (aussi appelée TCR ou Téléciné) chaîne de télévision privée suisse créée en 1983 et fermée en décembre 1993.

### Chaînes privées sans concession
- CARAC1, anciennement Rouge TV, chaîne mini-généraliste
- CARAC2, anciennement One TV, chaîne mini-généraliste
- CARAC3, anciennement LFM TV, chaîne mini-généraliste
- CARAC4, anciennement TV Suisse Plus, anciennement Booster TV, chaîne de téléachat et de voyance
- i-concerts, chaîne musicale diffusé en Suisse, en France et en Belgique
- Latinos 1, chaîne musicale en espagnol et portugais
- Maxtv, chaîne régionale couvrant l'axe Morges-Aubonne-Yverdon
- Teleclub Romandie (télévision payante)
- TVM3, chaîne musicale privée

#### Disparue
- TeleSwizz, chaîne qui remplace BeCuriousTV en plateforme crossmedia

### Fenêtres publicitaires privées non annoncées et sans concession
- AB3 Suisse, version suisse de la chaîne généraliste belge AB3 (fenêtre publicitaire suisse, ne diffuse pas de programme spécifique)
- Cartoon Network Suisse (fenêtre publicitaire suisse, ne diffuse pas de programme spécifique)
- C8 Suisse, version suisse de la chaîne généraliste française C8 (fenêtre publicitaire suisse, ne diffuse pas de programme spécifique)
- M6 Suisse, version suisse de la chaîne généraliste française M6 (fenêtre publicitaire suisse, ne diffuse pas de programme spécifique)
- RTL9 Suisse[1], version suisse de la chaîne généraliste luxembourgeoise RTL9 (fenêtre publicitaire suisse, ne diffuse pas de programme spécifique)
- TF1 Suisse[2], version suisse de la chaîne généraliste française TF1 (fenêtre publicitaire suisse, ne diffuse pas de programme spécifique)
- TFX Suisse[3], version suisse de la chaîne généraliste française TFX (fenêtre publicitaire suisse, ne diffuse pas de programme spécifique)
- TMC Suisse[4], version suisse de la chaîne généraliste franco-monégasque TMC (fenêtre publicitaire suisse, ne diffuse pas de programme spécifique)
- W9 Suisse[5], version suisse de la chaîne généraliste française W9 (fenêtre publicitaire suisse, ne diffuse pas de programme spécifique)
- 6ter Suisse, version suisse de la chaîne généraliste française 6ter (fenêtre publicitaire suisse, ne diffuse pas de programme spécifique)

### Chaînes de télévision locales ou régionales
- Genève Région Télévision
- Grand Genève TV, chaîne helvético-franco-régionale du Grand Genève.
- Ajoie TV, chaîne généraliste du District de Porrentruy
- Canal 9, chaîne cantonale valaisanne
- Canal Alpha NE, chaîne régionale pour le canton de Neuchâtel et la région d'Yverdon
- Canal Alpha JU, chaîne régionale pour le canton du Jura et le Jura bernois
- Léman Bleu, chaîne locale de Genève et sa région
- NyonRégion Télévision (NR-TV), chaîne locale de la région Nyon
- Rhône TV, chaîne régionale du Valais francophone
- La Télé, chaîne généraliste du canton de Vaud et du canton de Fribourg
- TeleBielingue, chaîne bilingue allemand-français de Bienne et sa région
- TV Onex, chaîne locale d'Onex
- Vernier Visions, chaîne locale de Vernier

#### Disparue
- Tvrl, chaîne locale de Lausanne et sa région (voir La Télé)
- Canal NV, chaîne locale du Nord Vaudois (voir La Télé)
- Ici TV, chaîne locale de la Riviera (voir La Télé)

## EnSuisse alémanique

### Chaînes nationales publiques:Schweizer Radio und Fernsehen
- SRF 1, programme généraliste destiné à un large public
- SRF zwei, programme complémentaire ciblé (jeunesse, sport, etc.)
- SRF info, émissions d'information déjà diffusées sur SF 1 et SF zwei et PresseTV
- 3sat, chaîne internationale germanophone des groupes de télévision publique d'Allemagne, de Suisse et d'Autriche.

### Chaînes privées annoncées mais sans concession
- 3+
- 4+
- 5+
- 6+
- 7+
- Alpenland TV
- Alpen-Welle
- Auftanken TV
- CC One
- Energy TV
- Game TV
- Helvetia One TV (anciennement Channel 55 TV)
- Hit Express TV
- Musig24
- Nickelodeon Schweiz (programme spécifique suisse) en diffusion canal partagé avec 7+
- Puls 8
- ProSieben Schweiz (fenêtre publicitaire et programme partiel suisse)
- QS24
- S1
- Sat.1 Schweiz (fenêtre publicitaire suisse)
- Sport Szene Fernsehen
- Star TV
- Swiss1
- Teleclub (télévision payante)
- TV4TNG
- TV24
- TV25
- Welt der Wunder Schweiz

### Fenêtres publicitaires privées non annoncées et sans concession
RTL Group (versions suisses des chaînes allemandes du groupe) :
- RTL Television
- RTL II
- Super RTL
- RTL Nitro
- VOX
- n-tv

ProSiebenSat.1 Media (versions suisses des chaînes allemandes du groupe) :
- Kabel 1
- sixx
- Sat.1 Gold
- ProSieben Maxx

Warner Bros. Discovery (versions suisses des chaînes allemandes du groupe) :
- DMAX
- TLC

 Axel Springer (versions suisses des chaînes allemandes du groupe) :
- Welt

 Constantin Medien AG (versions suisses des chaînes allemandes du groupe) :
- Sport1

#### Disparues
- CHTV
- Comedy Central Schweiz (fenêtre publicitaire) en diffusion canal partagé avec Nickelodeon Schweiz
- joiz
- MTV Schweiz
- RTL/ProSieben Schweiz
- Schweiz 5
- Swizz Music Television
- Tele 24
- Tele Tell
- TV3
- VIVA Schweiz

### Chaînes de télévision locales ou régionales
- ALF-TV, chaîne régionale d'Arolfinger et du Moyen-Pays argovien et soleurois
- Bodensee TV, chaîne régionale de Kreuzlingen et Steckborn
- LoLy, chaîne locale de Lyss
- Radio Pilatus Beatz TV, chaîne musicale
- RegioTVplus, chaîne régionale de la Suisse du Nord-Ouest
- Rheinwelten TV, chaîne régionale de Suisse Orientale
- Schaffhauser Fernsehen chaîne cantonale schaffhousoise
- Tele 1, chaîne régionale pour la Suisse centrale
- TeleBasel, chaîne régionale pour Bâle
- TeleBärn, chaîne régionale de l'Espace Mittelland alémanique (Berne, Fribourg, Bienne et Soleure)
- TeleBielingue, chaîne régionale pour la région de Bienne - Seeland - Jura bernois
- Tele M1, chaîne régionale pour le canton d'Argovie
- Tele Ostschweiz, chaîne régionale pour la Suisse orientale
- TeleSüdostschweiz, chaîne régionale pour les Grisons
- Tele Top, chaîne régionale pour le Nord Est de la Suisse (Thurgovie, Schaffhouse, Saint-Gall, les deux Appenzell et Zurich)
- Tele D, chaîne régionale pour la Thurgovie et Schaffhouse
- Televista 8304, chaîne locale pour Wallisellen
- TeleZ, anciennement ZüriPlus, chaîne locale zurichoise
- Tele Zentralschweiz
- TeleZüri, chaîne régionale zurichoise
- TV Central, chaîne locale du centre de la Suisse
- TV Rheintal, chaîne régionale de la région frontalière au Liechtenstein
- TV Oberwallis, chaîne régionale du Haut-Valais

## EnSuisse italienne

### Chaînes nationales publiques:Radiotelevisione svizzera di lingua italiana (RSI)
- RSI La 1, programme généraliste destiné à un large public
- RSI La 2, programme complémentaire ciblé (sport, etc.)

### Chaînes de télévision locales ou régionales
- TeleTicino, chaîne cantonale tessinoise
- Radio Ticino Channel, chaîne musicale de Radio Fiume Ticino

## EnSuisse rhéto-romane(enromanche)

### Programmes nationaux publics:Radio e Televisiun Rumantscha (RTR)
- Televisiun Rumantscha (TvR)